# Olivier Charroin
Olivier Charroin (* 10. března 1982 Annecy) je francouzský profesionální tenista, specialista na čtyřhru. Ve své dosavadní kariéře nevyhrál na okruhu ATP World Tour žádný turnaj. Na challengerech ATP a okruhu ITF získal do května 2012 tři tituly ve čtyřhře.
Na žebříčku ATP byl ve dvouhře nejvýše klasifikován v červnu 2008 na 532. místě a ve čtyřhře pak v květnu 2012 na 84. místě.

## Finále na challengerech ATP a okruhu Futures
| Legenda             |
| ------------------- |
| Challengery (3–6 Č) |
| Futures             |

### Čtyřhra: 9 (3–6)
| Stav      | Č. | Datum             | Turnaj       | Povrch      | Spoluhráč        | Soupeři ve finále                    | Výsledek              |
| --------- | -- | ----------------- | ------------ | ----------- | ---------------- | ------------------------------------ | --------------------- |
| Finalista | 1. | 6. února 2011     | Courmayeur   | tvrdý       | Alexandre Renard | Marc Gicquel Nicolas Mahut           | 3–6, 4–6              |
| Vítěz     | 1. | 1. května 2011    | Ostrava      | antuka      | Stéphane Robert  | Andis Juška Alexandr Kudrjavcev      | 6–4, 6–3              |
| Finalista | 2. | 3. července 2011  | Braunschweig | antuka      | Stéphane Robert  | Martin Emmrich Andreas Siljeström    | 6–0, 4–6, [7–10]      |
| Finalista | 3. | 17. července 2011 | Sopoty       | antuka      | Stéphane Robert  | Mariusz Fyrstenberg Marcin Matkowski | 5–7, 6–7(4–7)         |
| Vítěz     | 2. | 24. července 2011 | Poznań       | antuka      | Stéphane Robert  | Franco Ferreiro André Sá             | 6–2, 6–3              |
| Finalista | 4. | 26. února 2012    | Wolfsburg    | koberec (h) | Tomasz Bednarek  | Laurynas Grigelis Uladzimir Ignatik  | 5–7, 6–4, [5–10]      |
| Finalista | 5. | 18. března 2012   | Guadalajara  | tvrdý       | Tomasz Bednarek  | James Cerretani Adil Shamasdin       | 6–7(5–7), 1–6         |
| Vítěz     | 3. | 24. března 2012   | Rimouski     | tvrdý       | Tomasz Bednarek  | Jaan-F. Brunken Stefan Seifert       | 6–3, 6–2              |
| Finalista | 6. | 20. května 2012   | Bordeaux     | antuka      | Jonathan Marray  | Martin Kližan Igor Zelenay           | 6–7(5–7), 6–4, [4–10] |